# ليو خاراغوا
ليو خاراغوا (بالبرتغالية: Léo Jaraguá) هو لاعب كرة قدم برازيلي، ولد في 21 مايو 1987 في خاراغوا دو سول في البرازيل.